# North Bay (miasto w Kanadzie)
North Bay – miasto w Kanadzie, w prowincji Ontario, w dystrykcie Nipissing. Znajduje się tutaj Uniwersytet Nipissing.
Liczba mieszkańców North Bay wynosi 53 966. Język angielski jest językiem ojczystym dla 78,9%, francuski dla 15,1% mieszkańców (2006).
W mieście rozwinął się przemysł drzewny, spożywczy, futrzarski oraz maszynowy.

## Położenie
North Bay leży na wschodnim brzegu jeziora Nipissing, pomiędzy nim a jeziorem Trout Lake. W miejscu dzisiejszego miasta znajdowało się tradycyjne miejsce przenoszenia łodzi pomiędzy Trout Lake, które dalej przez Mattawę łączyło się z Ottawą, a jeziorem Nipissing, którym można było dopłynąć przez French River do Georgian Bay i Wielkich Jezior. Był to ważny szlak handlarzy futrem.